# Mecavia
 (février 2013).
Si vous disposez d'ouvrages ou d'articles de référence ou si vous connaissez des sites web de qualité traitant du thème abordé ici, merci de compléter l'article en donnant les références utiles à sa vérifiabilité et en les liant à la section « Notes et références ».
Mécavia est, entre 1955 et 1965, le nom d'une entreprise dont l'usine, basée à Autun, produit des tracteurs (T43R et T70R) puis des machines et des pièces pour la Caravelle.

## Origines
La société Mécavia est créée en 1955 à la suite de l’absorption de la société « Aviation Michel ».  
Sans certitude formelle, le nom de la société peut avoir pour origine une contraction des termes « MECanique et AVIAtion ».[réf. nécessaire]
L’usine est établie au 36 rue de la Croix-Blanche à Autun (Saône et Loire) alors que son siège social demeure au 17 rue Marbeuf à Paris. 

## Production
L’entreprise construit, dans un premier temps, des tracteurs : le T43R et le T70R.  
Tout comme le tracteur type DR3 construit par la MAP, les tracteurs Mécavia sont équipés du moteur Laraque diesel deux temps à pistons opposés. 
À la suite de la crise que connait l’industrie du tracteur en 1958, Mécavia se voit contraint d’abandonner la fabrication de ses tracteurs.  
Elle recentre alors ses activités dans la mécanique générale, les machines spécifiques et les machines de transfert.  
Elle participe notamment à la fabrication de pièces d'aviation pour la Caravelle. 

## Disparition
Le dépôt de bilan a lieu en 1965.
Le fond de la société est repris en gérance par la S.A. Fourcade Outillage (basé à Luzy dans la Nièvre). Cette gérance prend fin en 1967.